# Ciclismo en los Juegos Olímpicos de París 2024 – Ómnium masculino
La prueba de ciclismo en pista de Ómnium masculino en los Juegos Olímpicos de París se llevó a cabo en París, Francia el 8 de agosto de 2024 en el Velódromo de Saint-Quentin-en-Yvelines de la ciudad de París.

## Formato de competición
El Ómnium en ciclismo de pista es una competición que consta de cuatro pruebas: scratch, carrera tempo, eliminación y puntuación, todas disputadas en una misma jornada con un mínimo de 30 minutos entre ellas. Los ciclistas acumulan puntos en cada prueba, y el que sume más al final es el ganador. Esta disciplina destaca por su velocidad, resistencia y la estrategia necesaria para manejar las diferentes modalidades, convirtiéndola en una de las pruebas más emocionantes del ciclismo olímpico.

## Horario
Todos los horarios están en UTC tiempo de Francia (+1 GMT)
| Fecha                      | Tiempo | Evento  |
| -------------------------- | ------ | ------- |
| Jueves 8 de agosto de 2024 | 12:27  | Finales |

## Resultados

### Scratch
- Las clasificaciones de la prueba del Scratch finalizaron de la siguiente forma:[4]

| Clasificación | Clasificación   | Clasificación         | Clasificación |
| Posición      | País            | Ciclista              | Puntos        |
| ------------- | --------------- | --------------------- | ------------- |
| 1.º           | Francia         | Benjamin Thomas       | 40            |
| 2.º           | Dinamarca       | Niklas Larsen         | 38            |
| 3.º           | Bélgica         | Fabio Van den Bossche | 36            |
| 4.º           | Países Bajos    | Jan-Willem van Schip  | 34            |
| 5.º           | Japón           | Kazushige Kuboki      | 32            |
| 6.º           | Reino Unido     | Ethan Hayter          | 30            |
| 7.º           | Portugal        | Iúri Leitão           | 28            |
| 8.º           | España          | Albert Torres Barceló | 26            |
| 9.º           | Nueva Zelanda   | Aaron Gate            | 24            |
| 10.º          | Alemania        | Tim Torn Teutenberg   | 22            |
| 11.º          | Suiza           | Alex Vogel            | 20            |
| 12.º          | Italia          | Elia Viviani          | 18            |
| 13.º          | Austria         | Tim Wafler            | 16            |
| 14.º          | Australia       | Sam Welsford          | 14            |
| 15.º          | Estados Unidos  | Grant Koontz          | 12            |
| 16.º          | Canadá          | Dylan Bibic           | 10            |
| 17.º          | República Checa | Jan Voneš             | 8             |
| 18.º          | Indonesia       | Bernard van Aert      | 6             |
| 19.º          | Polonia         | Alan Banaszek         | 4             |
| 20.º          | Colombia        | Fernando Gaviria      | 2             |
| 21.º          | México          | Ricardo Peña Salas    | 1             |
| 22.º          | Egipto          | Youssef Abouelhassan  | 0             |

### Tempo
- Las clasificaciones de la prueba del Tempo finalizaron de la siguiente forma:[5]

| Clasificación | Clasificación   | Clasificación         | Clasificación |
| Posición      | País            | Ciclista              | Puntos        |
| ------------- | --------------- | --------------------- | ------------- |
| 1.º           | Bélgica         | Fabio Van den Bossche | 31            |
| 2.º           | Portugal        | Iúri Leitão           | 28            |
| 3.º           | Alemania        | Tim Torn Teutenberg   | 25            |
| 4.º           | Suiza           | Alex Vogel            | 23            |
| 5.º           | República Checa | Jan Voneš             | 22            |
| 6.º           | Dinamarca       | Niklas Larsen         | 22            |
| 7.º           | España          | Albert Torres Barceló | 21            |
| 8.º           | Nueva Zelanda   | Aaron Gate            | 21            |
| 9.º           | Estados Unidos  | Grant Koontz          | 21            |
| 10.º          | Italia          | Elia Viviani          | 1             |
| 11.º          | Francia         | Benjamin Thomas       | 1             |
| 12.º          | Reino Unido     | Ethan Hayter          | 0             |
| 13.º          | Países Bajos    | Jan-Willem van Schip  | 0             |
| 14.º          | Colombia        | Fernando Gaviria      | 0             |
| 15.º          | Japón           | Kazushige Kuboki      | 0             |
| 16.º          | Austria         | Tim Wafler            | 0             |
| 17.º          | Polonia         | Alan Banaszek         | 0             |
| 18.º          | Australia       | Sam Welsford          | 0             |
| 19.º          | México          | Ricardo Peña Salas    | 0             |
| 20.º          | Indonesia       | Bernard van Aert      | 0             |
| 21.º          | Canadá          | Dylan Bibic           | 0             |
| 22.º          | Egipto          | Youssef Abouelhassan  | 0             |

### Eliminación
- Las clasificaciones de la prueba de la Eliminación finalizaron de la siguiente forma:[6]

| Clasificación | Clasificación   | Clasificación         | Clasificación |
| Posición      | País            | Ciclista              | Puntos        |
| ------------- | --------------- | --------------------- | ------------- |
| 1.º           | Reino Unido     | Ethan Hayter          | 40            |
| 2.º           | Francia         | Benjamin Thomas       | 38            |
| 3.º           | Alemania        | Tim Torn Teutenberg   | 36            |
| 4.º           | Italia          | Elia Viviani          | 34            |
| 5.º           | Australia       | Sam Welsford          | 32            |
| 6.º           | Bélgica         | Fabio Van den Bossche | 30            |
| 7.º           | Portugal        | Iúri Leitão           | 28            |
| 8.º           | Colombia        | Fernando Gaviria      | 26            |
| 9.º           | Polonia         | Alan Banaszek         | 24            |
| 10.º          | Japón           | Kazushige Kuboki      | 22            |
| 11.º          | Nueva Zelanda   | Aaron Gate            | 20            |
| 12.º          | Canadá          | Dylan Bibic           | 18            |
| 13.º          | España          | Albert Torres Barceló | 16            |
| 14.º          | República Checa | Jan Voneš             | 14            |
| 15.º          | Egipto          | Youssef Abouelhassan  | 12            |
| 16.º          | Dinamarca       | Niklas Larsen         | 10            |
| 17.º          | Suiza           | Alex Vogel            | 8             |
| 18.º          | Estados Unidos  | Grant Koontz          | 6             |
| 19.º          | Austria         | Tim Wafler            | 4             |
| 20.º          | México          | Ricardo Peña Salas    | 2             |
| 21.º          | Países Bajos    | Jan-Willem van Schip  | 1             |
| 22.º          | Indonesia       | Bernard Van Aert      | 1             |

### Puntos
- Las clasificaciones de la prueba de Puntos finalizaron de la siguiente forma:[7]

| Clasificación | Clasificación   | Clasificación         | Clasificación |
| Posición      | País            | Ciclista              | Puntos        |
| ------------- | --------------- | --------------------- | ------------- |
| 1.º           | Francia         | Benjamin Thomas       | 66            |
| 2.º           | Portugal        | Iúri Leitão           | 59            |
| 3.º           | Bélgica         | Fabio Van den Bossche | 25            |
| 4.º           | España          | Albert Torres Barceló | 57            |
| 5.º           | Nueva Zelanda   | Aaron Gate            | 53            |
| 6.º           | Japón           | Kazushige Kuboki      | 47            |
| 7.º           | Alemania        | Tim Torn Teutenberg   | 4             |
| 8.º           | Reino Unido     | Ethan Hayter          | 9             |
| 9.º           | Italia          | Elia Viviani          | 23            |
| 10.º          | Dinamarca       | Niklas Larsen         | 6             |
| 11.º          | Suiza           | Alex Vogel            |               |
| 12.º          | República Checa | Jan Voneš             | 2             |
| 13.º          | Austria         | Tim Wafler            | 25            |
| 14.º          | Australia       | Sam Welsford          |               |
| 15.º          | Países Bajos    | Jan-Willem van Schip  |               |
| 16.º          | Estados Unidos  | Grant Koontz          |               |
| 17.º          | Colombia        | Fernando Gaviria      |               |
| 18.º          | Polonia         | Alan Banaszek         | 5             |
| 19.º          | Canadá          | Dylan Bibic           |               |
| 20.º          | Indonesia       | Bernard Van Aert      | -40           |
| 21.º          | México          | Ricardo Peña Salas    | -40           |
| 22.º          | Egipto          | Youssef Abouelhassan  | No terminó    |

### Clasificación final
- Los resultados finalizaron de la siguiente forma:[8]

| Posición | País          | Ciclista              | Puntos totales |
| -------- | ------------- | --------------------- | -------------- |
|          | Francia       | Benjamin Thomas       | 164            |
|          | Portugal      | Iúri Leitão           | 153            |
|          | Bélgica       | Fabio Van den Bossche | 131            |
| 4.º      | España        | Albert Torres Barceló | 127            |
| 5.º      | Nueva Zelanda | Aaron Gate            | 123            |
| 6.º      | Japón         | Kazushige Kuboki      | 113            |
| 7.º      | Alemania      | Tim Torn Teutenberg   | 98             |
| 8.º      | Reino Unido   | Ethan Hayter          | 97             |
| 9.º      | Italia        | Elia Viviani          | 97             |
| 10.º     | Dinamarca     | Niklas Larsen         | 84             |

| Posiciones desde el 11.º hasta el 22.º | Posiciones desde el 11.º hasta el 22.º | Posiciones desde el 11.º hasta el 22.º | Posiciones desde el 11.º hasta el 22.º | Posiciones desde el 11.º hasta el 22.º |
| Posición                               | País                                   | Ciclista                               | Puntos totales                         |                                        |
| -------------------------------------- | -------------------------------------- | -------------------------------------- | -------------------------------------- | -------------------------------------- |
| 11.º                                   | Suiza                                  | Alex Vogel                             | 62                                     |                                        |
| 12.º                                   | República Checa                        | Jan Vones                              | 56                                     |                                        |
| 13.º                                   | Austria                                | Tim Wafler                             | 55                                     |                                        |
| 14.º                                   | Australia                              | Sam Welsford                           | 52                                     |                                        |
| 15.º                                   | Países Bajos                           | Jan Willem van Schip                   | 51                                     |                                        |
| 16.º                                   | Estados Unidos                         | Grant Koontz                           | 42                                     |                                        |
| 17.º                                   | Colombia                               | Fernando Gaviria                       | 42                                     |                                        |
| 18.º                                   | Polonia                                | Alan Banaszek                          | 41                                     |                                        |
| 19.º                                   | Canadá                                 | Dylan Bibic                            | 29                                     |                                        |
| 20.º                                   | Indonesia                              | Bernard Van Aert                       | -31                                    |                                        |
| 21.º                                   | México                                 | Ricardo Peña Salas                     | -33                                    |                                        |
| 22.º                                   | Egipto                                 | Youssef Abouelhassan                   | -66                                    |                                        |